# رايلي (وحدة)
رَايْلِي (بالإنجليزية: Rayleigh)‏ هي وحدة قياس تدفق الفوتونات، تستخدم لقياس الضوء الخافت المنبعث في السماء، مثل التوهج الهوائي والشفق القطبي. اقترحه لأول مرة كل من دونالد م. هانتن (Donald M. Hunten) فرانكلين إيفانز روتش [الإنجليزية] وجوزيف ويان تشامبرلين ‏ عام 1956. سُميت على اسم روبرت سترات، بارون رايلي الرابع [الإنجليزية] (1875-1947). يُرمز لها بـ R (يُستخدم أيضًا للإشارة إلى وحدة رونتجن، وهي وحدة غير ذات صلة). تُستخدم سوابق النظام الدولي للوحدات مع رايلي.
يُعَرَّف واحد رايلي (1 R) على أنه معدل انبعاث عمود قدره 1010 فوتونًا لكل متر مربع لكل عمود في الثانية. العمود هو مقطع عرضي ذو واحد سنتيمتر. الرايلي هي وحدة معدل الانبعاث الظاهري، دون مراعاة التبعثر أو الامتصاص. تبلغ شدة سطوع سماء الليل نحو 250 R، في حين أن الشفق القطبي يمكن أن يصل إلى قيم 1000 kR.
العلاقة بين إشعاعية الفوتون، وL، (بوحدة الفوتون لكل متر مربع في الثانية لكل ستراديان) وI (بوحدة رايلي) هي:[محل شك]{\displaystyle I=4\pi ~\mathrm {sr} \times L\times {\frac {\mathrm {R} }{\mathrm {10^{10}~photon{\cdot }m^{-2}{\cdot }s^{-1}} }}}
وبالتالي، يمكن التعبير عن 1 رايلي بالنظام الدولي للوحدات على النحو التالي:
- 1010 فوتون ثانية−1 (متر2 عمود)−1
- 1/4π 1010 فوتون ثانية−1 متر−2 ستراديان−1